# Minerwa
Minerwa (łac. Minerva) – w mitologii rzymskiej pierwotnie bogini sztuki i rzemiosła, mądrości, nauki i literatury oraz wojny słusznej. Jest to prawdopodobnie bogini pochodzenia etruskiego (znana jest etruska bogini Menrva). Razem z Jowiszem i Junoną tworzyła Trójcę Kapitolińską.
Utożsamiano ją z grecką Ateną, którą również często przedstawiano w zbroi i hełmie. Jej atrybutem była sowa, będąca alegorią jej mądrości.
W dniach 19-23 marca rzemieślnicy, artyści i lekarze obchodzili święto ku jej czci, Quinquatrus. Jej główna świątynia znajdowała się na Awentynie.

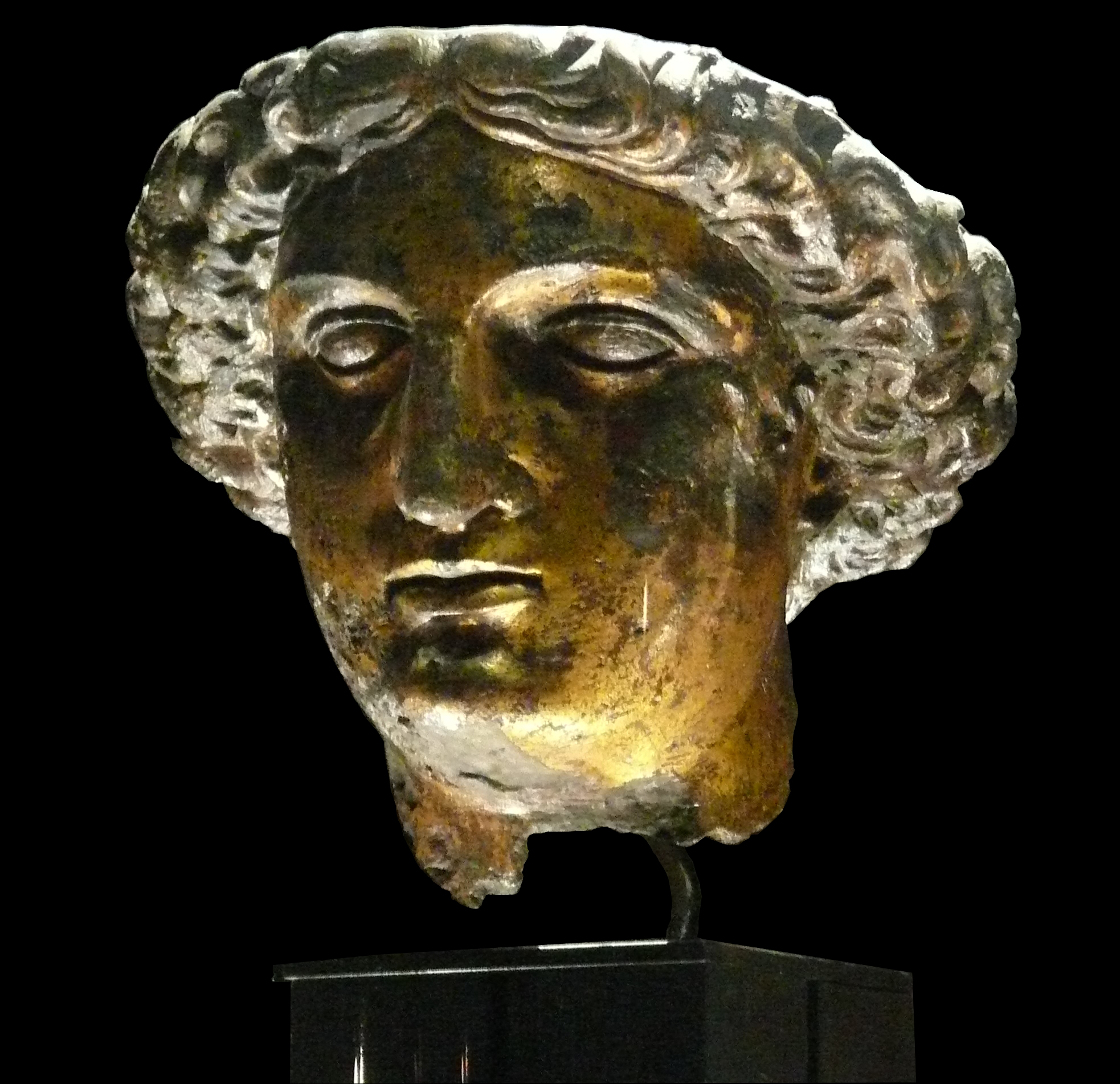
Głowa bogini Minerwy odnaleziona w ruinach rzymskich łaźni w Bath

Sowa Minerwy stała się symbolem Iluminatów bawarskich.